# 金港ジャンクション
金港ジャンクション（きんこうジャンクション）は、神奈川県横浜市神奈川区及び西区にある首都高速道路の神奈川1号横羽線と神奈川2号三ツ沢線を結ぶジャンクションである。

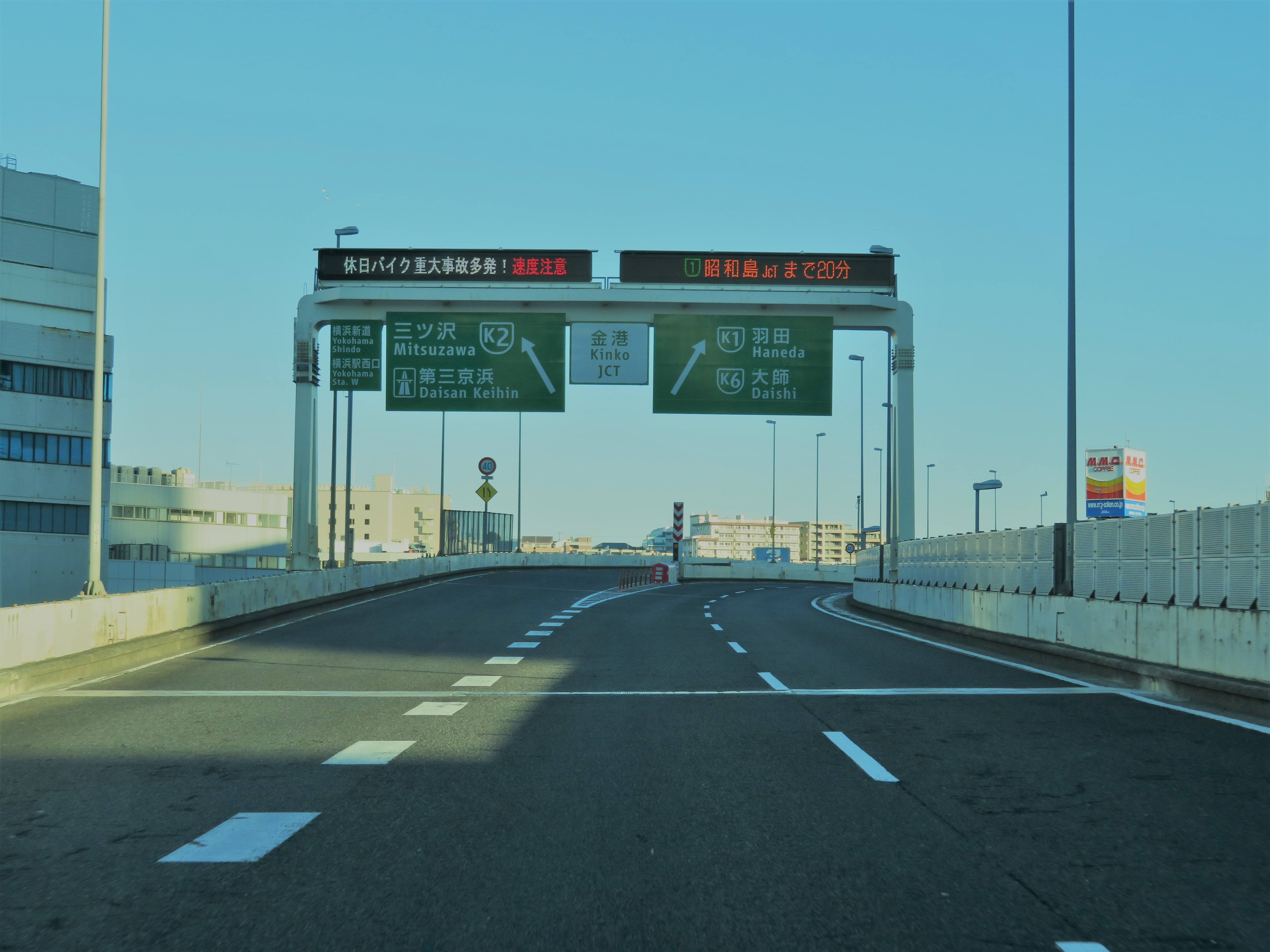
金港JCT（横羽線上り線側分岐付近）

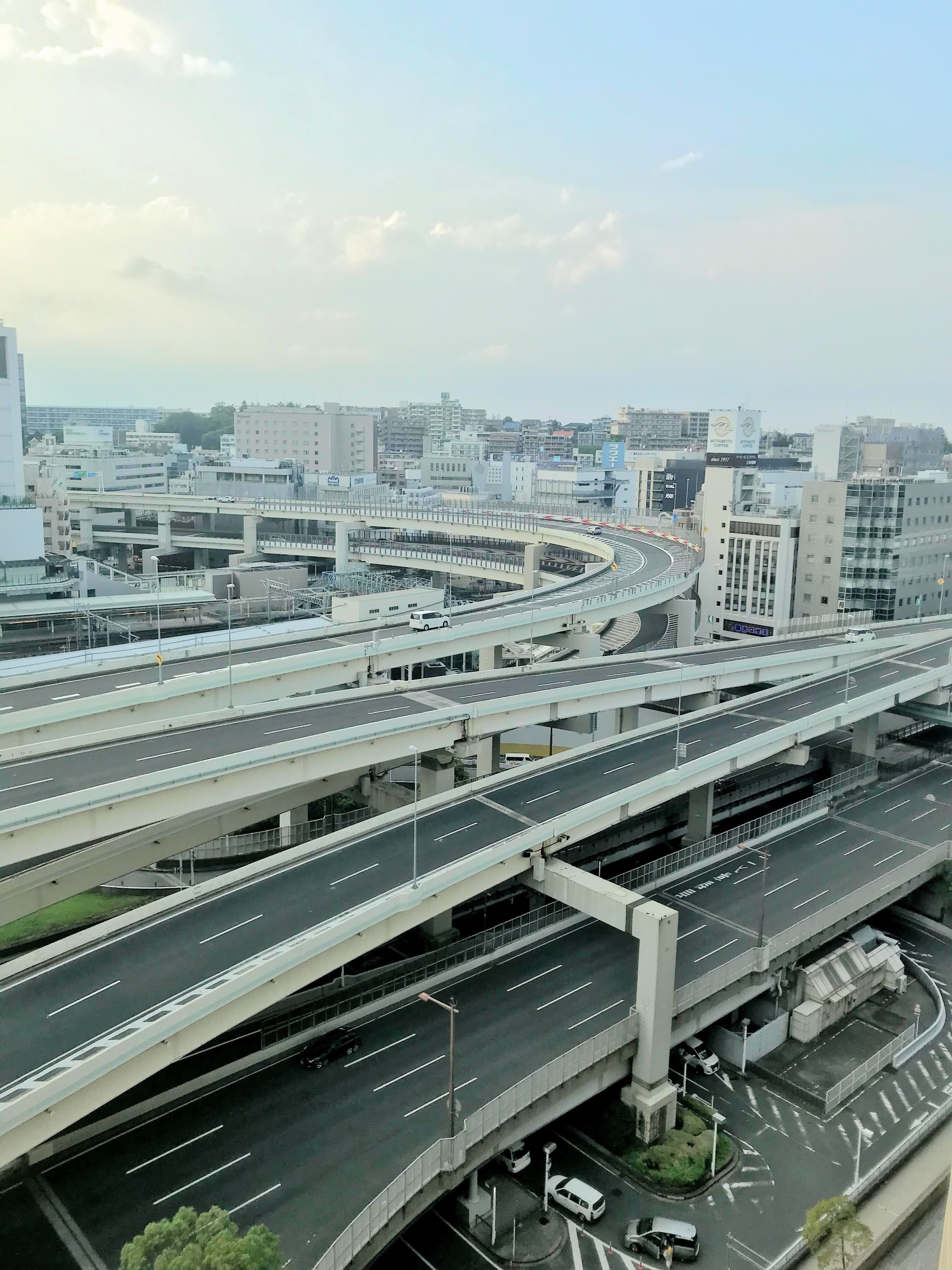
金港ジャンクションの分岐部。
（左右方向が神奈川1号横羽線、奥が神奈川2号三ツ沢線。地上部は国道1号・国道16号、地下部分は横浜駅東口駅前第2交通広場。）

## 連絡している路線
首都高速道路
神奈川1号横羽線⇔神奈川2号三ツ沢線

## 隣
首都高速神奈川1号横羽線
(161,162)東神奈川出入口 - 金港JCT - (164)横浜駅東口出入口
首都高速神奈川2号三ツ沢線
金港JCT - (251)横浜駅西口出入口